# Sénat (Tchéquie)
Pour les autres articles nationaux ou selon les autres juridictions, voir Sénat.
15e législature
Palais Wallenstein

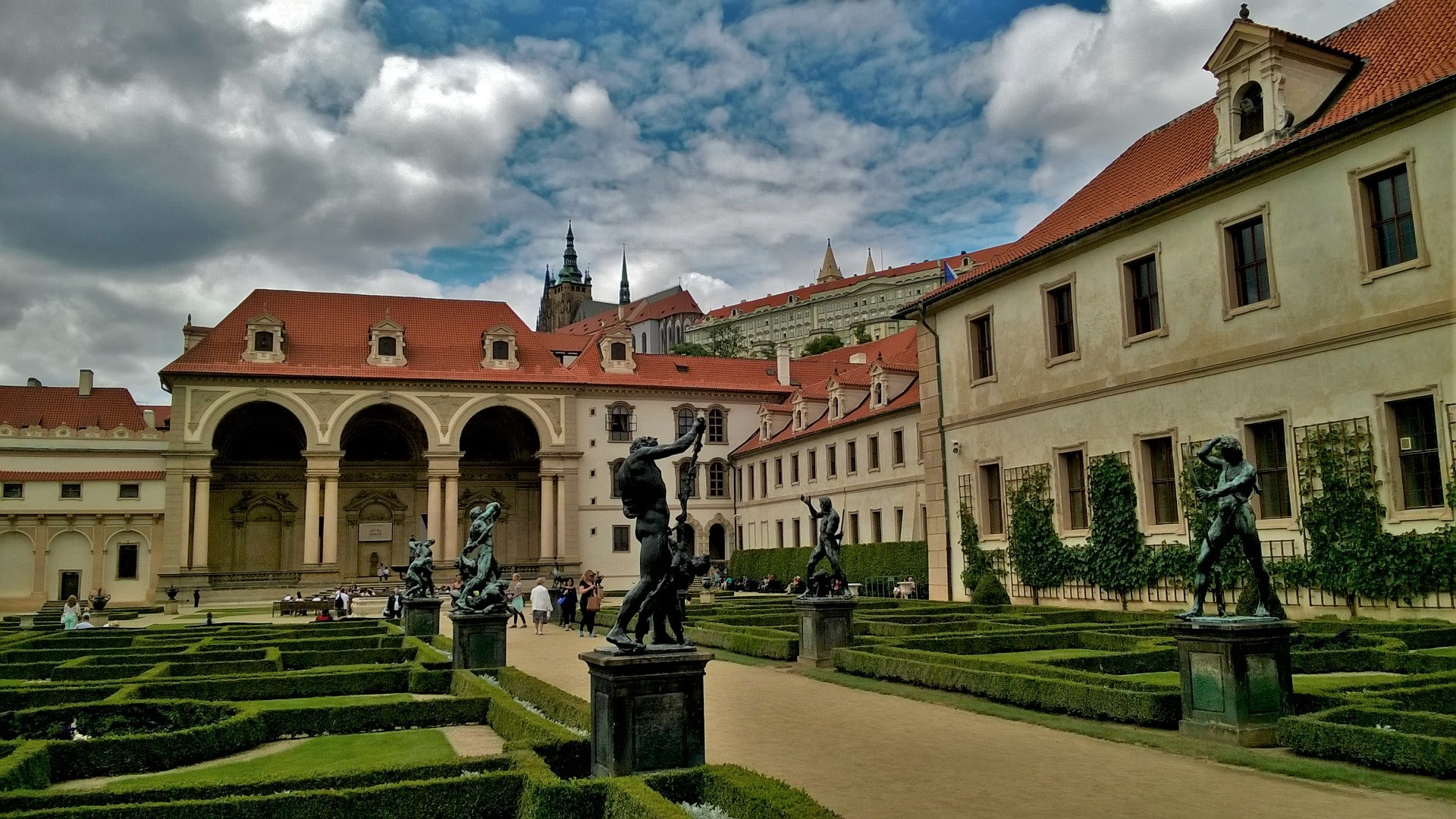
Le palais Wallenstein, lieu de réunion du Sénat.

Le Sénat (en tchèque : Senát), officiellement le Sénat du Parlement de la République tchèque (en tchèque :  Senát Parlamentu České republiky), est la chambre haute du Parlement de la République tchèque. Il exerce le pouvoir législatif conjointement avec la Chambre des députés, qui forme la chambre basse.
Il est issu de la Charte constitutionnelle de 1920, modèle de la Constitution de 1992. Son abolition est envisagée, mais en 1996, le Sénat tchèque est conservé. Il siège au palais Wallenstein.

## Système électoral

Les 81 circonscriptions de sénateurs, pourvus en trois groupes.

Le Sénat est composé de 81 sièges renouvelés par tiers tous les deux ans, les sénateurs étant élus pour un mandat de six ans au scrutin uninominal majoritaire à deux tours. Les candidats, âgés d'au minimum quarante ans, de nationalité tchèque et disposant de leurs droits civiques doivent réunir la majorité absolue au premier tour ou, à défaut, arriver en tête lors d'un second tour organisé six jours plus tard entre les deux candidats arrivés en tête au premier. La fonction de sénateur est incompatible avec celle de président de la République, de député, de chef d'un exécutif local, ainsi qu'avec les fonctions de juge, de procureur et de médiateur.

## Groupes parlementaires
| Groupes | Groupes                                                               | Membres | Positionnement politique                     |
| ------- | --------------------------------------------------------------------- | ------- | -------------------------------------------- |
|         | Parti démocratique civique - TOP 09 (ODS-TOP 09)                      | 29 / 81 | Centre droit à droite                        |
|         | Maires et Indépendants (STAN)                                         | 18 / 81 | Centre à centre droit                        |
|         | ANO 2011 - Social-démocratie (ANO 2011-SOCDEM)                        | 14 / 81 | Attrape-tout ou centre gauche à centre droit |
|         | Union chrétienne démocrate – Parti populaire tchécoslovaque (KDU-ČSL) | 12 / 81 | Centre à centre droit                        |
|         | Sénateur 21-Parti pirate (SEN 21-Piráti)                              | 5 / 81  | Centre                                       |
|         | Non-inscrit (NI)                                                      | 2 / 81  |                                              |
|         | Sièges vacants                                                        | 1 / 81  |                                              |

## Présidence
| Poste              | Nom             | Parti politique |
| ------------------ | --------------- | --------------- |
| Président          | Miloš Vystrčil  | ODS             |
| 1er vice-président | Jiří Drahoš     | STAN            |
| Vice-président(e)  | Jiří Oberfalzer | ODS             |
| Vice-président(e)  | Tomáš Czernin   | TOP 09          |
| Vice-président(e)  | Jitka Seitlová  | KDU-ČSL         |